# Thizy (Yonne)
Thizy település Franciaországban, Yonne megyében. Lakosainak száma 184 fő (2022. január 1.). Thizy Annoux, Blacy, Châtel-Gérard, Montréal és Talcy községekkel határos.

## Népesség
A település népessége az elmúlt években az alábbi módon változott:
| Lakosok száma | 191  | 201  | 209  | 197  | 191  | 185  | 184  | 184  | 184  |
|               | 2013 | 2015 | 2016 | 2017 | 2018 | 2019 | 2020 | 2021 | 2022 |